# Массико
Массико (итал.  Massico) — горный рельеф в итальянской области Кампания.

## Описание
Рельеф Кампании (813 м), возвышающийся перпендикулярно побережью между руслами рек Гарильяно, Лири и Вольтурно. Известковый состав почвы благоприятен для выращивания винограда, а вино здесь славится с древних времен.